# Dysdera rugichelis
Dysdera rugichelis är en spindelart som beskrevs av Simon 1907. Dysdera rugichelis ingår i släktet Dysdera och familjen ringögonspindlar.
Artens utbredningsområde är Kanarieöarna. Inga underarter finns listade i Catalogue of Life.